# グスタフ・マーラー・ユーゲント管弦楽団
グスタフ・マーラー・ユーゲント管弦楽団（ - かんげんがくだん、Gustav Mahler Jugendorchester）は、オーストリアのウィーンに本拠を置くユース・オーケストラである。

## 概略

### 歴史
1986年にクラウディオ・アバドにより設立され、設立以来 長年アバド自身が音楽監督を務めた。団員資格は26歳以下であり、ヨーロッパの25都市で毎年オーディションを開いている。ユース・オーケストラの性格上、様々な指揮者・ソリストとコンサートを行っている。これまでに、ヘルベルト・ブロムシュテット、ベルナルト・ハイティンク、マリス・ヤンソンス、小澤征爾、キリル・ペトレンコ、クリスティアン・ティーレマン、フランツ・ウェルザー＝メストなどを指揮者に迎えている。

### 録音
レコーディングは、フランツ・ウェルザー＝メスト指揮で、リヒャルト・シュトラウスのアルプス交響曲やブルックナーの交響曲第8番などがあり、ナクソスよりCDが発売されている。